# Sarah Jeffery

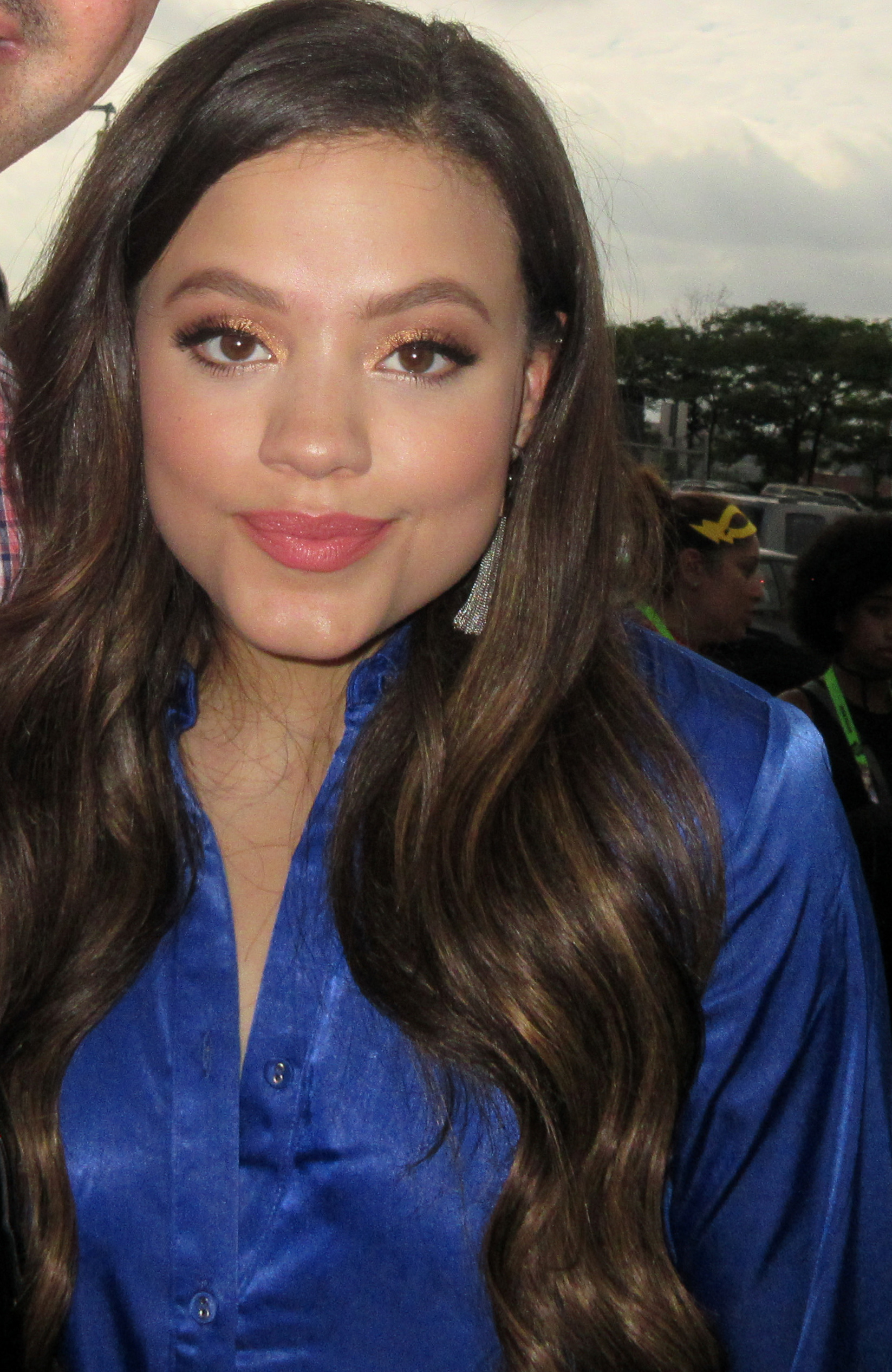
Sarah Jeffery (2018)

Sarah Marie Jeffery (* 3. April 1996 in Vancouver, British Columbia) ist eine kanadische Schauspielerin und Sängerin.

## Leben
Sarah Jeffery wurde 1996 im kanadischen Vancouver geboren. Seit sie drei Jahre alt war, tritt sie in Theaterstücken und Musicals auf. Mit 15 Jahren begann sie mit Film- und Fernsehproduktionen. Ihr Fernsehdebüt gab sie 2013 in dem Fernsehfilm Aliens in the House. Kurz darauf erhielt sie die Hauptrolle der Evie Travis, der Tochter von Thandie Newtons Figur Grace Travis in der Fernsehserie Rogue, und als Tochter von Aurora spielte sie in Descendants – Die Nachkommen mit. Außerdem spielte sie eine Rolle in der Fernsehserie Wayward Pines neben bekannten Schauspielern wie Matt Dillon, Carla Gugino und Terrence Howard.

## Filmografie (Auswahl)
- 2013: Aliens in the House (Fernsehfilm)
- 2013–2016: Rogue (Fernsehserie, 24 Episoden)
- 2015: Wayward Pines (Fernsehserie, 6 Episoden)
- 2015: Descendants – Die Nachkommen (Descendants, Fernsehfilm)
- 2015: Descendants: School of Secrets (Fernsehserie, 3 Episoden)
- 2015: Across the Line
- 2015–2017: Descendants – Verhexte Welt (Descendants: Wicked World, Fernsehserie, 29 Episoden, Stimme)
- 2016: Be Somebody
- 2016–2018: Shades of Blue (Fernsehserie, 32 Episoden)
- 2018: Daphne & Velma
- 2018: Akte X – Die unheimlichen Fälle des FBI (The X-Files, Fernsehserie, 2 Episoden)
- 2018–2022: Charmed (Fernsehserie, 72 Episoden)
- 2019: Descendants 3 – Die Nachkommen (Descendants 3, Fernsehfilm)
- 2019: Dalia (Kurzfilm)
- 2019: Disney Hall of Villains (Musikfilm)
- 2021: Descendants: The Royal Wedding (Fernsehfilm)
- 2024: The Six Triple Eight

## Diskografie
Singles
- 2019: Queen of Mean
- 2020: Even The Stars
- 2021: Suffer

## Auszeichnungen für Musikverkäufe
| Platin-Schallplatte - Brasilien - 2024: für die Single Queen of Mean |

Anmerkung: Auszeichnungen in Ländern aus den Charttabellen bzw. Chartboxen sind in ebendiesen zu finden.
| Land/RegionAuszeichnungen für Musikverkäufe (Land/Region, Auszeichnungen, Verkäufe, Quellen) | Silber  | Gold | Platin     | Verkäufe  | Quellen             |
| -------------------------------------------------------------------------------------------- | ------- | ---- | ---------- | --------- | ------------------- |
| Brasilien (PMB)                                                                              | —       | —    | Platin1    | 40.000    | pro-musicabr.org.br |
| Vereinigte Staaten (RIAA)                                                                    | —       | —    | Platin1    | 1.000.000 | riaa.com            |
| Vereinigtes Königreich (BPI)                                                                 | Silber1 | —    | —          | 200.000   | bpi.co.uk           |
| Insgesamt                                                                                    | Silber1 | —    | 2× Platin2 |           |                     |

## Nominierungen
- 2015: Leo Award in der Kategorie Best Supporting Performance by a Female in a Dramatic Series für Rogue[3]